# Henryk Bista

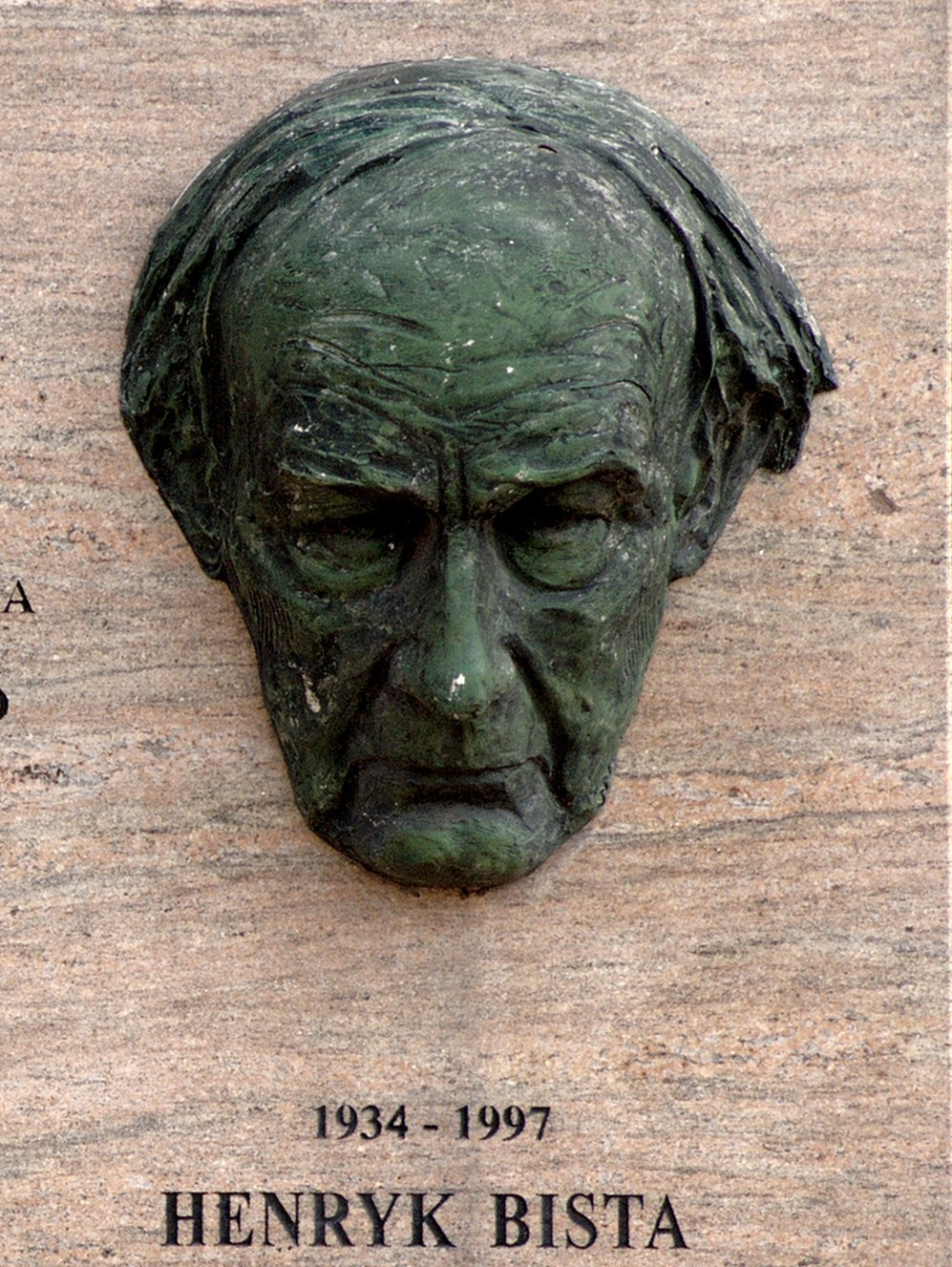
Gedenktafel für Henryk Bista

Henryk Bista (* 12. März 1934 in Katowice; † 15. Oktober 1997 in Warschau) war ein polnischer Schauspieler.

## Leben
Henryk Bista studierte von 1952 bis 1954 Architektur und begann dann eine Schauspielausbildung der Staatlichen Schauspielschule PWST in Warschau, die er 1958 abschloss. Sein erstes Engagement erhielt er anschließend am Warschauer Teatr Ateneum. 1960 wechselte er an das Osterwa-Theater in Lublin. Von 1962 bis 1992 spielte er in Danzig am Teatr Wybrzeże. In dieser Zeit arbeitete er außerdem als Schauspiellehrer in Danzig und Gdynia. 1992 wechselte er an das Warschauer Teatr Współczesny, wo er bis zu seinem Tode zum Ensemble gehörte.
Neben der Theaterarbeit war Henryk Bista seit 1961 in über 80 Filmrollen zu sehen. Er gehörte nie zu den großen Filmstars des polnischen Kinos, spielte jedoch in zahlreichen Filmen wichtige und auffällige Nebenrollen. Auch für internationale Produktionen wurde er besetzt. 1991 hatte Henryk Bista seine erste Rolle in einem deutschen Kinofilm, in Mau Mau von Uwe Schrader. 1993 war er in Steven Spielbergs Holocaustfilm Schindlers Liste als Herr Löwenstein zu sehen.
Henryk Bista starb 1997 nach einer langen Krebserkrankung.

## Filmografie
- 1975: Rot und Weiß (Czerwone i białe) – Regie: Paweł Komorowski
- 1977: Vor dem Sturm (Przed burzą), als Adolf Hitler – Regie: Roman Wionczek
- 1977: Der Tod des Präsidenten (Śmierć prezydenta) – Regie: Jerzy Kawalerowicz
- 1978: In der Stille der Nacht (Wśród nocnej ciszy) – Regie: Tadeusz Chmielewski
- 1979: Das Hospital der Verklärung (Szpital przemienienia) – Regie: Edward Żebrowski
- 1981: Alles auf eine Karte (Vabank) – Regie: Juliusz Machulski
- 1983: Mutter Krol und ihre Söhne (Matka Królów) – Regie: Janusz Zaorski
- 1983: Der Aufenthalt – Regie: Frank Beyer
- 1984: Schmuggler (Przemytnicy) – Regie: Włodzimierz Olszewski
- 1985: Yesterday – Regie: Radosław Piwowarski
- 1986: Podróże pana Kleksa – Regie: Krzysztof Gradowski
- 1987: Erosbogen (Łuk Erosa) – Regie: Jerzy Domaradzki
- 1987: Der Fluch des Schlangentals (Klątwa doliny węży/Заклятие долины змей) – Regie: Marek Piestrak
- 1988: Der Silberne Planet (Na srebrnym globie) – Regie: Andrzej Żuławski
- 1989: Dekalog, Zehn (Dekalog, dziesięć) – Regie: Krzysztof Kieślowski
- 1989: Der Konsul (Konsul) – Regie: Mirosław Bork
- 1989: Das letzte Klingelzeichen (Ostatni dzwonek) – Regie: Magdalena Łazarkiewicz
- 1990: Historia niemoralna – Regie: Barbara Sass
- 1991: Leben für Leben – Maximilian Kolbe (Życie za życie: Maksymilian Kolbe) – Regie: Krzysztof Zanussi
- 1992: Aprikosen im Korb – Regie: Takis Touliatos
- 1992: Mau Mau – Regie: Uwe Schrader
- 1993: Republik der Träume – Regie: Jens Carl Ehlers
- 1993: Schindlers Liste (Schindler’s List) – Regie: Steven Spielberg
- 1994: Ein Wendehals (Zawrócony) – Regie: Kazimierz Kutz
- 1994: Auf Wiedersehen Amerika – Regie: Jan Schütte
- 1995: Aquarium (Akwarium) – Regie: Antoni Krauze